# ABS-CBN
ABS-CBN Corporation sau ABS-CBN, este un conglomerat media filipinez cu sediul în Quezon City. Compania a fost fondată în 1946 sub numele de Bolinao Electronics Corporation. A fost format prin fuziunea dintre Alto Broadcasting System și Chronicle Broadcasting Network.